# 西村肇 (政治家)
西村 肇（にしむら はじめ、1945年 - ）は、日本の政治家（兵庫県城崎郡城崎町長）、実業家（城崎温泉にある老舗旅館「西村屋」の会長）。ひょうごツーリズム協会理事長。

## 人物
兵庫県城崎郡城崎町（現豊岡市）生まれ。1967年、慶應義塾大学文学部社会学科卒業。三共生興勤務。1969年、西村屋勤務。1976年、西村屋代表取締役社長に就任。1991年、城崎温泉旅館協同組合副理事長。2001年、城崎町商工会長。観光カリスマ。